# کهکشان ستارگان

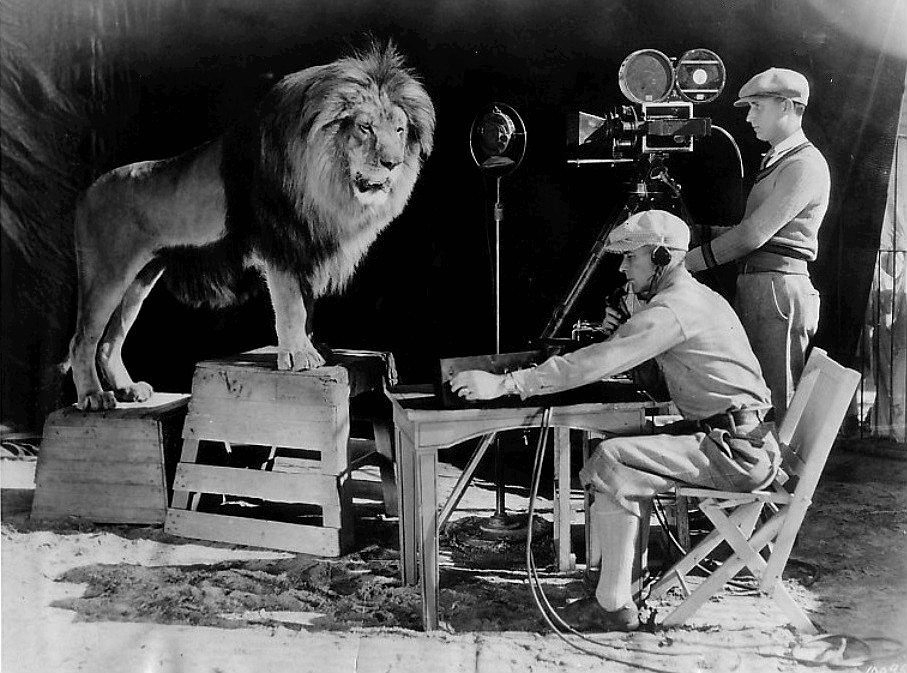
تصویر فیلم کوتاه کهکشان ستارگان

کهکشان ستارگان (انگلیسی: Galaxy of Stars) یک فیلم کوتاه تبلیغاتی یا هنرنمایی لورل و هاردی است که توسط مترو گلدوین مایر تولید و تنها در اروپا و آفریقا منتشر شد و در سال ۲۰۰۵ کشف شد.
در این فیلم ۸٫۵ دقیقه‌ای که در سال ۱۹۳۶ ساخته شد، لورل و هاردی در حدود ۳ دقیقه به تبلیغ ۸ فیلم کوتاه از مترو گلدوین مایر می‌پردازند که در هیچ‌یک بازی نکرده‌اند. این فیلم به زبان فرانسوی دوبله شده‌است و بیشتر زمان آن حول و حوش یک تلسکوپ می‌گردد. در این فیلم جیمز فینلیسون هم ایفای نقش نموده است که معمولاً شخصیت مقابل این دو کمدین را در فیلم‌هایشان بازی می‌کرد.